# Irena Elgasová-Markiewiczová
Irena Elgasová-Markiewiczová (nepřechýleně Elgas-Markiewicz; 14. října 1921 Řešov – 16. října 2019) byla polská výtvarnice, fotografka, dokumentaristka a členka krakovského oddělení Svazu polských uměleckých fotografů.

## Životopis
Narodila se jako dcera Stanisława Elgase. Po vypuknutí 2. světové války působila od podzimu 1939 v konspiraci jako skautka ve Svazu ozbrojeného boje v Řešově. V březnu 1940 byla zatčena gestapem a poté vězněna v Řešově a Tarnówě. Dne 12. září 1940 byla transportována Sondertransportem Tarnów do německého koncentračního tábora pro ženy v Ravensbrücku (tábor číslo 4569), kde byla až do ledna 1942 vězněna. Z tábora odešla díky tomu, že ji rodina vykoupila. Po návratu z tábora se zapojila do konspiračních aktivit Zemské armády jako ošetřovatelka a kurýrka.
V roce 1945 absolvovala fotografickou školu (studium na Akademii Górniczo-Hutnicza Stanisława Staszica v Krakowě), spojenou s malopolskou fotografickou komunitou - v 60. letech 20. století se podílela na vývoji fotografické dokumentace hradů, mj. v Baranów Sandomierski, Czorsztyn, Łańcut, Nidzica. Zvláštní místo v její tvorbě zaujímala dokumentární a reportážní fotografie . Od roku 1952 do roku 1970 spolupracovala s vydavatelstvím Arkady. Po absolvování Fakulty architektury Jagellonské univerzity v roce 1952 začala pracovat v Managementu obnovy královského hradu Wawel. Ve Wawelu pracovala až do roku 1989 jako vedoucí projektantka a dozorčí inspektorka konzervačních prací.
Irena Elgasová-Markiewiczová byla autorkou a spoluautorkou mnoha fotografických výstav; autorských i společných. V roce 1953 byla přijata za řádnou členku Svazu polských uměleckých fotografů, kde v letech 1961–1981 působila jako prezidentka a viceprezidentka spolkuv okresní radě ZPAF v Krakově. Za svou fotografickou práci, práci pro fotografii a péči o památky získala mnoho ocenění . Fotografie Ireny Elgasová-Markiewiczováové se zúčastnily výstavy Dokumentalistky - polské fotografky 20. století, prezentované v Národní galerii umění Zachęta v roce 2008.
Zemřela 16. října 2019, pohřbena byla 23. října v rodinném hrobě na Rakowickém hřbitově (parcela M-jih-vpravo, ulička Ziemiańska).

## Ceny a ocenění
- Důstojnický kříž Řádu znovuzrozeného Polska[2]

## Výstavy
Podle zdroje:
- Festiwal Sztuk Plastycznych (Festival výtvarných umění, Sopoty 1947)
- Morze (Moře, Sopoty, Varšava 1950)
- IV Ogólnopolska Wystawa Fotografiki (4. národní výstava fotografie) – Centralne Biuro Wystaw Artystycznych (Varšava 1954)
- V Ogólnopolska Wystawa Fotografiki (5. národní výstava fotografie) – Centralne Biuro Wystaw Artystycznych (Varšava 1955)
- VI Ogólnopolska Wystawa Fotografiki (6. národní výstava fotografie) – Centralne Biuro Wystaw Artystycznych (Varšava 1956)
- Okręgowa wystawa ZPAF (Okresní výstava ZPAF, Kraków 1958)
- Fotografia – Archeologické muzeum (Kraków 1962)
- Człowiek w Polsce Ludowej (Muž v lidovém Polsku) – Centralne Biuro Wystaw Artystycznych (Varšava 1963)
- Jubileum 600. výročí Jagellonské univerzity (Kraków 1964)
- Człowiek w Polsce Ludowej (Muž v lidovém Polsku) – Pałac Sztuki (Kraków 1964)
- Konserwacja i odnowa obrazów w Polsce (Konzervace a restaurování maleb v Polsku) – Benátky (Itálie 1965)
- Kraków – Moje miasto (Kraków – moje město) – Palác umění (Kraków 1966)
- Výstava fotografií – Pawilon Wystawowy ZPAF (Kraków 1966)
- Fotografia – Galeria Kordegarda (Varšava 1966)
- Fotografia – KMPiK, BWA (Kraków 1975)
- Dokumentalistki (Dokumentaristky) – Zachęta Narodowa Galeria Sztuki (Varšava 2008)[6]

V roce 2008 se v Národní galerii umění Zachęta ve Varšavě konala výstava Polské fotografky 20. století, která představila tvůrčí počiny padesáti polských dokumentaristek od 70. let 20. století, kde byly také prezentovány fotografie Ireny Elgasové-Markiewiczové. Mezi dalšími vystavujícími byly například: Małgorzata Apathy, Anna Beata Bohdziewiczová, Anna Brzezińska-Skarżyńska, Anna Chojnacka, Zofia Chomętowska, Maria Chrząszczowa, Maria Antonina Czaplicka, Krystyna Gorazdowska, Helena Hartwigová, Joanna Helanderová, Wanda Herse, Halina Holas-Idziakowa, Irena Jarosińska-Małek, Irena Kummant-Skotnicka, Krystyna Łyczywek, Bożena Michaliková, Maria Kietlińska, Janina Mierzecka, Janina Mokrzycka, Anna Musiałówna, Zofia Nasierowska, Fortunata Obrąpalska, Julia Pirotte, Danuta Rago, Jadwiga Rubiśová, Zofia Rydetová, Jadwiga Wolska nebo Bolesława Zdanowska.

## Rodina
Irena Elgasová-Markiewiczová je vnučkou Leopoldyny Januszowé - průkopnice polské fotografie a Edwarda Janusze (1850–1914) - fotografa z Řešova. V roce 2016 byl natočen dokumentární film o její rodině s názvem Rzeszowskie Janusze - natočený Nadací Řešov.